# Калачеевское сельское поселение
Калачеевское сельское поселение — муниципальное образование в Калачеевском районе Воронежской области.
Административный центр — посёлок Калачеевский.

## Административное деление
- посёлок Калачеевский,
- хутор Хлебороб,
- поселок Колос.